# École nationale de la météorologie
Die École nationale de la météorologie (ENM) ist eine staatliche französische Hochschule für Ingenieurwissenschaften in Meteorologie in Toulouse, deren Wurzeln bis ins Jahr 1948 als École de la Météorologie zurückreichen. Sie gehört zu den Grandes Écoles. Die ENM verfügt über einen eigenen Campus und einen Anbau auf dem Campus der École nationale de l’aviation civile für die luftfahrtbezogenen Fächer.
Die verschiedenen Studiengänge führen zu den folgenden französischen und europäischen Abschlüssen:
- Ingénieur ENM (ENM Graduate Engineer Master-Level-Programm)
- Techniker in Meteorologie
- Master of Science in Klimatologie[4]
- Mastère spécialisé

Akademische Aktivitäten und industrielle angewandte Forschung werden hauptsächlich in französischer Sprache durchgeführt. Die Studenten gehören rund einem Dutzend verschiedener Nationalitäten an.
Die meisten der 350 Diplom-Ingenieurstudenten am ENM leben in Wohnheimen in der Nähe von Forschungslabors und öffentlichen Verkehrsmitteln.